# Herói da República Socialista da Romênia
Herói da República Socialista da Romênia (português brasileiro) ou Roménia (português europeu) (em romeno: Erou al Republicii Socialiste România) foi a mais alta condecoração na República Socialista da Romênia, criada em 1971. Foi inspirado no mais alto prêmio da União Soviética, o título de Herói da União Soviética.

## História
O título "Herói da República Socialista da Romênia" era o mais alto grau de distinção da Romênia socialista. Foi estabelecido pelo Decreto Governamental nº 166, em 1971, e concedido por méritos especiais na implementação das políticas interna e externa do país. O agraciado também recebia a Ordem da "Vitória do Socialismo". A medalha era feita de ouro, prata dourada e bronze dourado.
O título era concedido apenas por méritos excepcionais prestados ao Partido Comunista Romeno, ao Estado e ao movimento revolucionário romeno no cumprimento das tarefas de construção do socialismo. Dependendo do status da pessoa agraciada, a ordem era feita de vários metais. Havia exemplares de ouro puro, com diamantes e rubi; exemplares de prata dourada com imitação de pedras preciosas; e de bronze dourado com imitação de pedras preciosas e "rubi" esmaltado.

## Agraciados notáveis
| Nº | Nome                | Profissão                | País                                          | Ano            |
| -- | ------------------- | ------------------------ | --------------------------------------------- | -------------- |
| 1  | Nicolae Ceaușescu   | Conducător da Romênica   | República Socialista da Romênia               | 1971 1978 1988 |
| 2  | Ion Gheorghe Maurer | Político                 | República Socialista da Romênia               | 1972           |
| 3  | Josip Broz Tito     | Líder da Iugoslávia      | República Socialista Federativa da Iugoslávia | 1972           |
| 4  | Juan Perón          | Presidente da Argentina  | Argentina                                     | 1974           |
| 5  | Elena Ceaușescu     | Primeira-dama da Romênia | República Socialista da Romênia               | 1981           |
| 6  | Dumitru Prunariu    | Cosmonauta romeno        | República Socialista da Romênia               | 1981           |
| 7  | Leonid Popov        | Cosmonauta soviético     | União Soviética                               | 1981           |